# Elektrizitätswirtschaft in der Schweiz

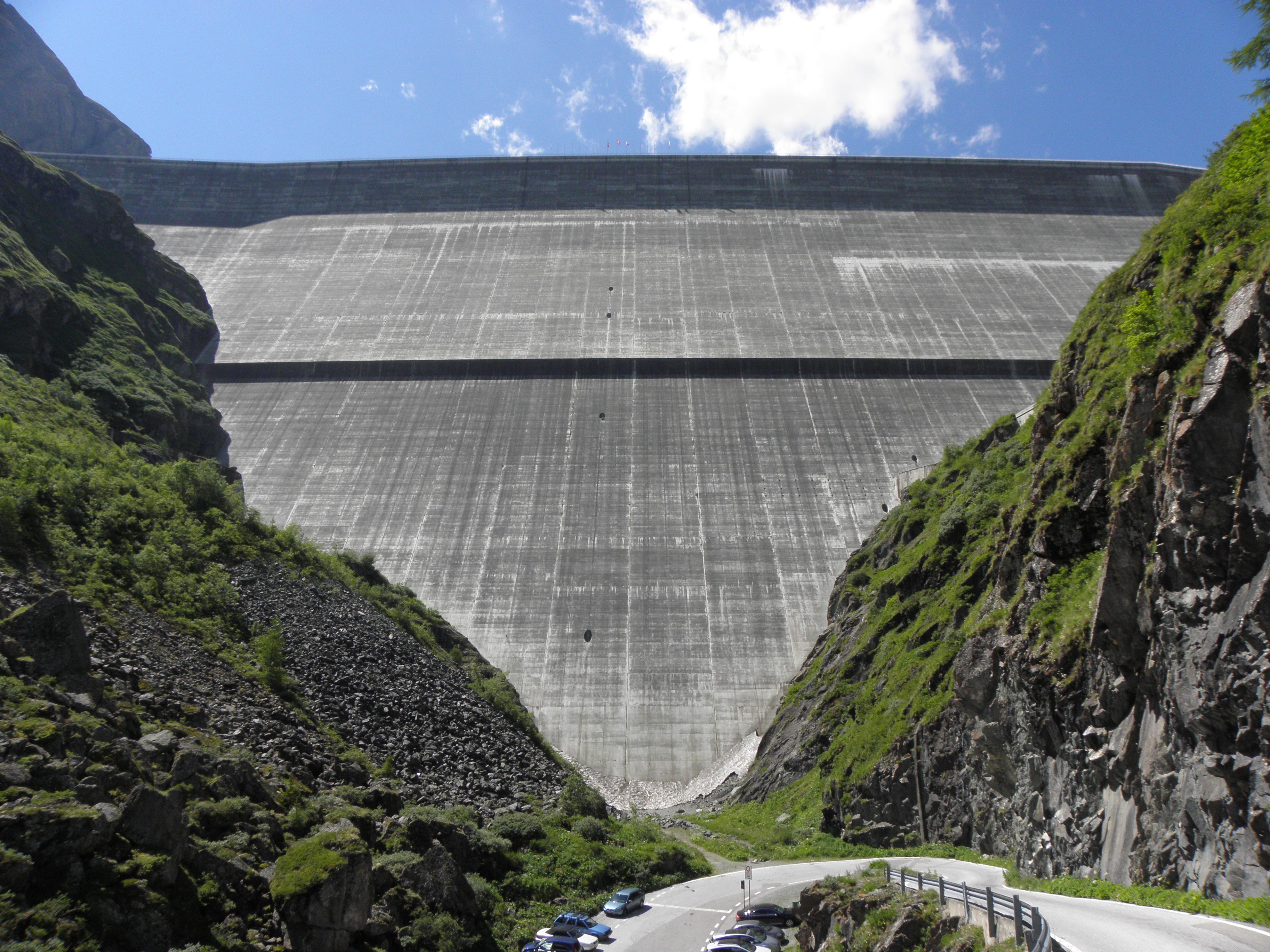
Gewichtsstaumauer Grande Dixence 1965

Die Elektrizitätswirtschaft in der Schweiz versorgt neben privaten Endverbrauchern Industriekunden und Gewerbe mit elektrischer Energie und weist eine Nettoerzeugung von um die 60 Terawattstunden pro Jahr auf (2021: 60,1 TWh, 2022: 57,9 TWh, 2023: 66,7 TWh). Sie weist einen geschätzten Umsatz von rund 14,1 Milliarden Franken (2010) und etwa 21'000 Beschäftigte auf.

## Geschichte

### Gleichstrom

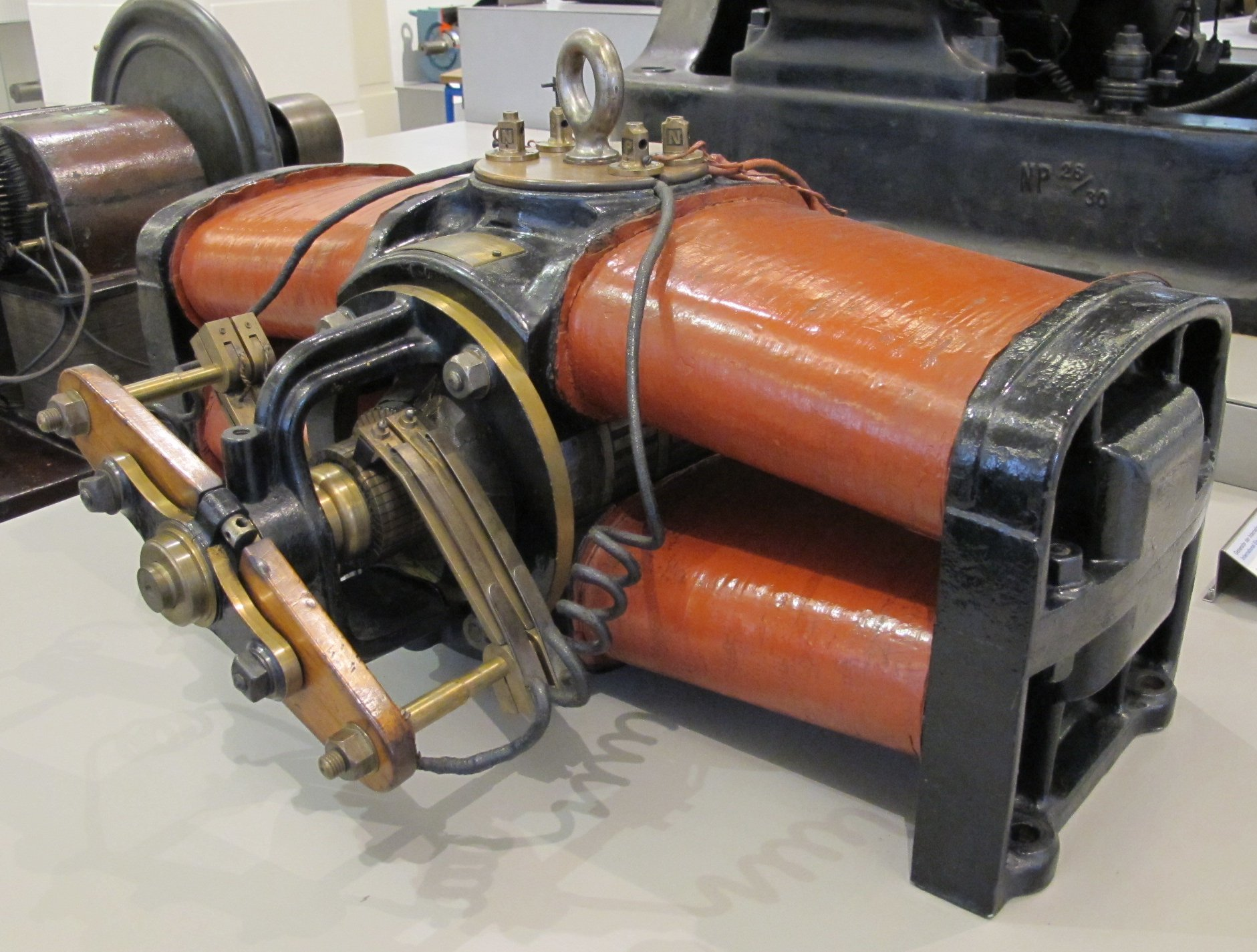
Gleichstrommaschine von Bürgin, um 1880

Emil Bürgin konstruierte 1875 den ersten serienmässig hergestellten Gleichstromdynamo für den Maschinenbetrieb. In St. Moritz wurde im Sommer 1879 die erste Gleichstrom-Lichtbogen-Beleuchtungsanlage der Schweiz und das erste kleine Wasserkraftwerk mit 7 kW zur Beleuchtung des Speisesaals im Kulm Hotel St. Moritz des Hoteliers Johannes Badrutt in Betrieb genommen.

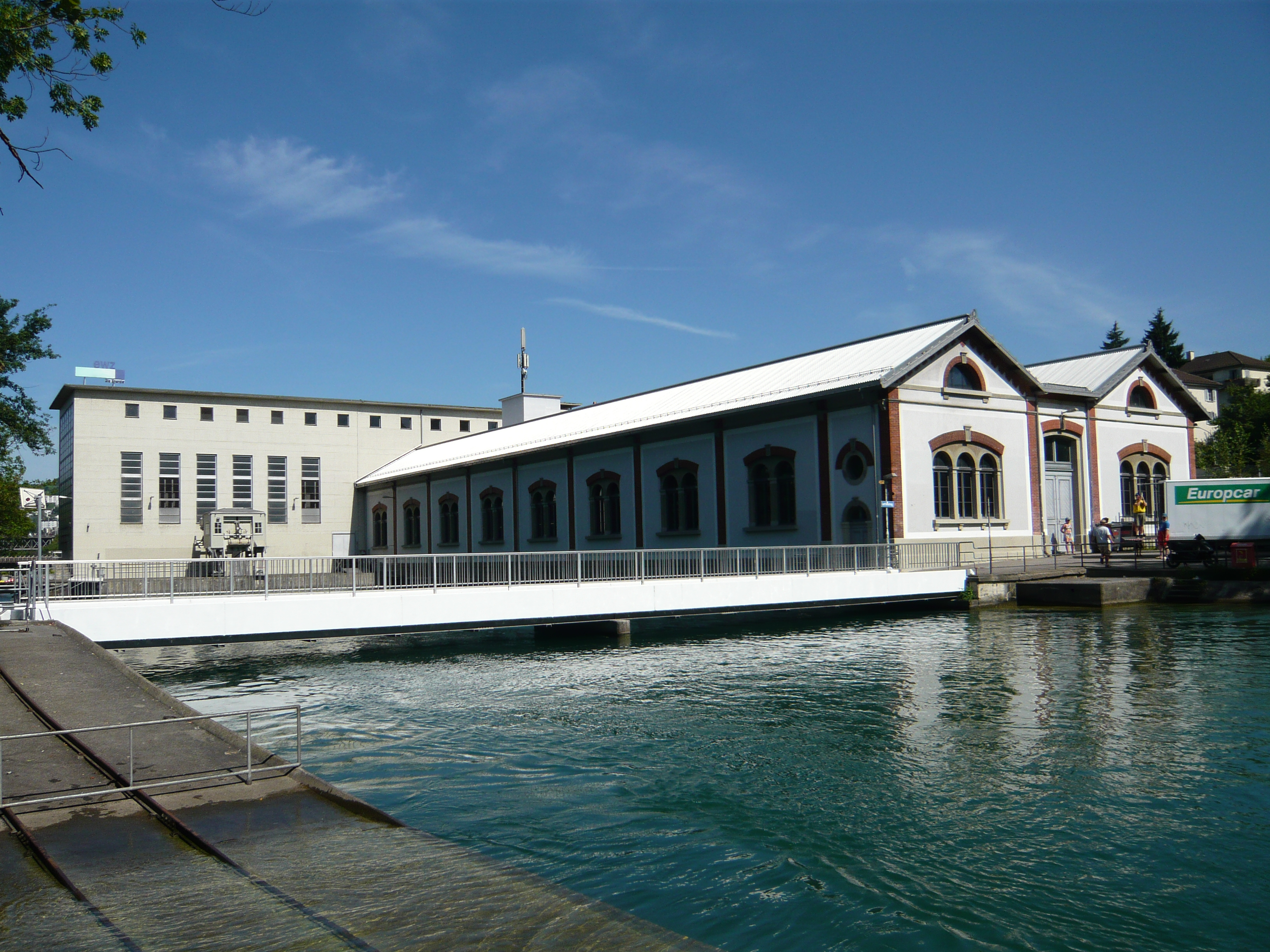
Limmatwerk Letten aus dem Jahr 1878

Lausanne erhielt 1882 die erste Stadtbeleuchtung mit einem (180-PS)-Kraftwerk. 1883 wurde von der Zürcher Telephongesellschaft in der Bahnhofshalle und über den Geleisen des Zürcher Hauptbahnhofs eine Bogenlichtanlage mit dem ersten in der Schweiz verwendeten Stromkabel erstellt und betrieben: Die Turbine wurde mit städtischem Hochdruckwasser angetrieben. Das Stromkabel war einleitig, die Rückleitung erfolgte durch die Erde. Die erste permanente Gleichstromübertragung führte ab 1884 vom Kraftwerk in der Taubenlochschlucht in die Drahtzieherei der Vereinigten Drahtwerke Biel in Bözingen. Das erste eidgenössische Elektrizitätswerk wurde 1885 auf dem Waffenplatz in Thun gebaut und mit zwei Francis-Turbinen (Rieter, Winterthur) und zwei Gleichstrom-Generatoren (Maschinenfabrik Oerlikon) ausgestattet.
Im Mai 1886 lieferte das erste schweizerische Kraftwerk Thorenberg in Littau – es war das erste weltweit – erstmals Strom (Wechselstrom) über ein Stromnetz an Dritte. Die ersten Niederdruckkraftwerke entstanden 1878 in Zürich an der Limmat (Kraftwerk Letten) und 1886 in Genf (La Coulouvrenière). 1886 wurde das 2000-PS-Kraftwerk Taulan bei Montreux eingeweiht, um die erste elektrische, 1888 eingeweihte, Strassenbahn der Schweiz und die zweite Europas von Vevey nach Chillon mit Strom zu versorgen und ab 1889 die Städte Vevey und Montreux öffentlich zu beleuchten. Es gilt mit seiner Fallhöhe von 250 m als erstes Hochdruckkraftwerk für den Betrieb elektrischer Generatoren der Schweiz. Auf der Strecke Kehrsiten-Bürgenstock wurde 1888 die erste mit Gleichstrom angetriebene Drahtseilbahn der Schweiz, die mit einer 3 km langen 1800-Volt-Leitung gespiesen wurde, eingeweiht.
Entwicklung der Gleichstromkraftwerke:
| Jahr | Elektrizitätswerke. | Gesamtleistung MW | Leistung pro Werk kW |
| ---- | ------------------- | ----------------- | -------------------- |
| 1890 | 25                  | 4                 | 160                  |
| 1895 | 88                  | 20                | 360                  |
| 1898 | 108                 | 55                | 510                  |
| 1900 | 112                 | 71                | 710                  |

Nach 1898 wurden keine Gleichstromkraftwerke mehr gebaut.

### Wechselstrom

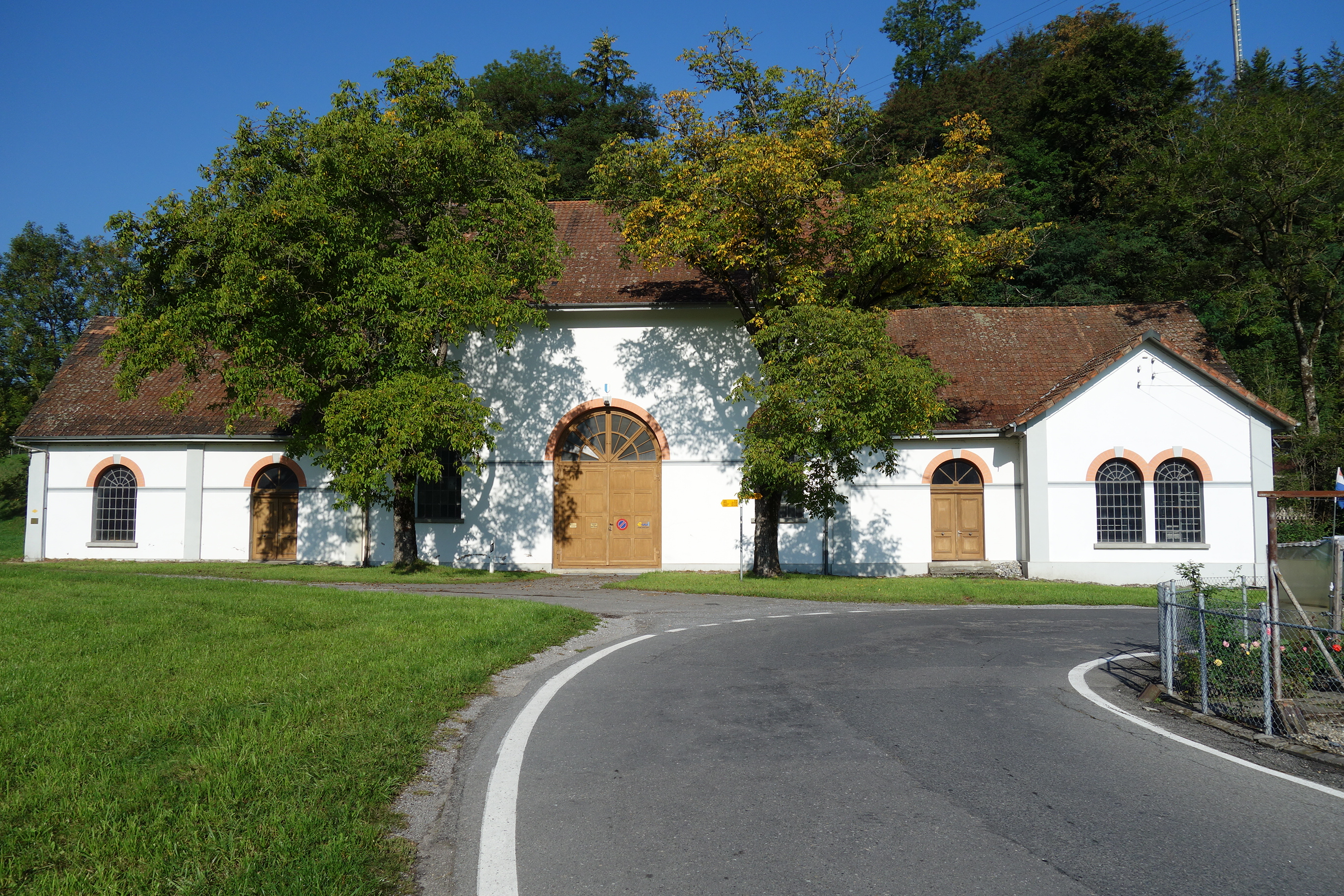
Kraftwerk Thorenberg 1886

Von 1890 bis 1900 nahm die Zahl der Wechselstromkraftwerke von 5 auf 60 zu. Das von Schweizern gegründete Unternehmen Ganz in Budapest baute das erste Schweizer Wechselstromkraftwerk Thorenberg in Littau für die Gebrüder Troller und verwendete dabei den von ihren beiden Mitarbeitern Károly Zipernowsky und Miksa Déri 1885 erfundenen Transformator mit Ringkern. Drei 200-PS-Wechselstromgeneratoren mit einer gesamten Wechselspannung von 2000 Volt lieferten über eine Freiluftleitung Strom, der bei jedem Empfänger auf 100 Volt hinunter transformiert wurde.
Die erste Hochspannungsübertragung mit Wechselstrom erfolgte 1891 anlässlich der Internationalen Elektrotechnischen Ausstellung in Frankfurt am Main mit einem 15kVolt Drehstrom bei 40 Hz über 175 km von Lauffen am Neckar bis Frankfurt am Main bei einem Leitungsverlust von 25 %. Die Drehstromanlage wurde zu grossen Teilen vom Schweizer Ingenieur Charles Eugene Lancelot Brown entworfen.
1895 wurde der Verband der Schweizer Elektrizitätswerke (VSE) mit heute über 400 Mitgliedern (Stand 2015) und in Zürich die Bank für elektrische Unternehmungen, kurz Elektrobank, gegründet.
Ende 1900 wurde für Regionalnetze gegen 2000 km Hochspannungsleitungen mit rund 40'000 Stangen verlegt. Der Aufschwung der Industrie bis zum Ersten Weltkrieg bewirkte eine grössere Nachfrage für Strom, die mit dem Bau von einigen sehr leistungsfähigen Grosskraftwerken mit höherem Wassergefälle befriedigt wurde. Übertragungsspannungen, Fernübertragungsleitungen und Hochleistungstransformatoren mussten angepasst werden. 1901 gründete der Kanton Waadt mit der Compagnie Vaudoise des Forces Motrices des Lacs de Joux et de l’Orbe FMJ (ab 1954: Compagnie vaudoise d'électricité) das erste kantonale Elektrizitätswerk der Schweiz. Zur besseren Ausnützung der Wasserkräfte in wasserarmen Wintern wurden rund ein Dutzend thermische Ergänzungswerke gebaut, die mit Kohlendampfmaschinen und später Dampfturbinen betrieben wurden.
Um 1910 gab es in der Schweiz rund 7000 Kleinwasserkraftwerke bis 10 MW (Mühlen, Wasserräder oder kleine Turbinen zur Elektrizitätserzeugung oder zur rein mechanischen Nutzung). Viele dieser Anlagen wurden später wegen mangelnder Rentabilität stillgelegt.

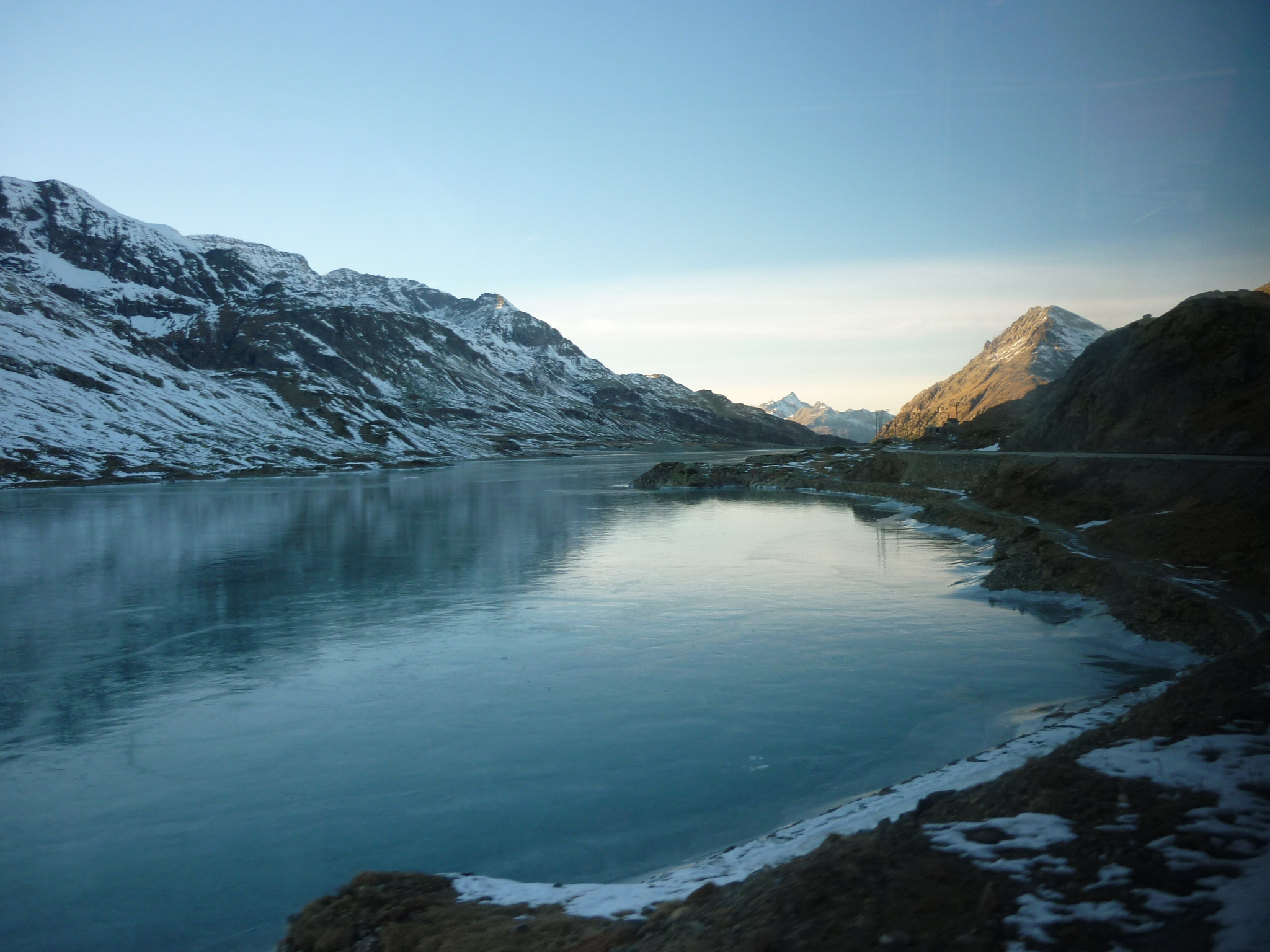
Stausee Lago Bianco, Berninapass

1904 wurde das Kraftwerk Ruppoldingen zum ersten schweizerischen Pumpspeicherkraftwerk mit einem Speicherbecken auf dem Born erweitert. Die erste Hochspannungsleitung im Hochgebirge wurde 1908 mit einer Spannung von 23 kV über den Berninapass geführt.
Unter der Leitung von Fritz Ringwald entstand aus der Elektrizitätswerk Rathausen AG die Centralschweizerische Kraftwerke AG (CKW), die in der Innerschweiz ein Versorgungsnetz aufbaute und sich am Bau mehrerer Kraftwerke beteiligte. Darunter sind im Besonderen die Kraftwerke Wassen, Mauvoisin und Göschenen zu erwähnen.
Ab 1913 wurden die Lötschbergbahn und die Rhätische Bahn im Engadin elektrisch betrieben. Der Kohlemangel während des Ersten Weltkrieges gab der 1912 gegründeten Elektrifizierungskommission der Schweizerischen Bundesbahnen (SBB) starken Auftrieb und förderte die Elektrifizierung der SBB in sechs Etappen von 1919 bis 1960. Die SBB baute eigene Kraftwerkanlagen oder beteiligte sich an Anlagen. Eine der ersten war das Etzelwerk, das zusammen mit der NOK entstand und mit dem Wasser vom Sihlsee betrieben wird. Die Anlage des Stausees ab 1932 erforderte die Umsiedlung von 500 Personen, was kaum auf Widerstand in der Bevölkerung stiess.
Die knappen Treibstoffe nach dem Ersten Weltkrieg führten zum Durchbruch der Elektrowärmeanwendungen (Elektroherde, Warmwasserboiler, Speicherheizungen, Brotbacköfen, Geschirrspülmaschinen, Waschmaschinen) in Haushalt, Gewerbe und Industrie. Die schweizerische Elektrizitätswirtschaft konnte sich trotz Wirtschaftskrise entwickeln. Das 1925 gegründete Kraftwerke Oberhasli war das erste Gemeinschaftswerk zum Bau der grossen Alpenkraftwerke, bei dem verschiedene Partnerwerke bei der Energieproduktion und der Übernahme der Jahreskosten beteiligt waren. Die schweizerische Genossenschaft zur Förderung der elektrischen Energie (Elektrowirtschaft, heute Infel) wurde 1925 gegründet.
1933 wurde die erste 150-kV-Leitung von Lavorgo bis Amsteg mit einer Länge von 55 km errichtet.
Die Schweiz gehörte zu den Gründungsmitgliedern der Union pour la coordination de la production et du transport de l’èlectricitè (UCPTE) im Jahre 1951.
Ab 1953 wurden die ersten Überlandleitungen mit der Normspannung 220 kV und ab 1965 mit 380 kV betrieben. In Laufenburg wurden 1958 die 220-kV-Stromnetze von Frankreich, Deutschland und der Schweiz zusammengeschlossen. 1967 erfolgte der Zusammenschluss auf der überregionalen Höchstspannungsebene mit 380 kV und die Elektrizitätsgesellschaft Laufenburg (EGL) entwickelte sich zum zentralen Handelsort europäischer Stromproduzenten.
Während und nach dem Zweiten Weltkrieg wurde der Bau von Grosskraftwerken angeregt, die vor allem den Mangel an Winterenergie beseitigen sollten. Es waren dies das Urserenkraftwerk, bei dem ganz Ursern überstaut worden wäre und etwa 2000 Personen hätten umgesiedelt werden müssen, sowie die Kraftwerke Hinterrhein, bei dem das Dorf Splügen im Stausee Rheinwald versunken wäre. Beide Vorhaben scheiterten am Widerstand der Bevölkerung. Anstelle des Urserenkraftwerkes wurde das Kraftwerk Göschenen gebaut, anstelle des Stausees Rheinwald wurde der auf italienischem Boden liegende etwas kleinere Lago di Lei als Kopfspeicher der Kraftwerke Hinterrhein gebaut. Ein drittes Projekt sah die Überflutung der Greina vor. Es wurde in mehreren Varianten aufgelegt und erst 1986 definitiv zurückgezogen.
In den 1950er und 1960er Jahren bauten die Maggia Kraftwerke in zwei Etappen eine Wasserkraftanlage mit Wasserstollen, die vom damals höchstgelegenen Speichersee der Schweiz, dem Griessee, über die Kraftwerke Altstafel, Robiei, Bavona, Peccia, Carvergno bis zur Kraftwerkzentrale Verbano bei Brissago am Lago Maggiore führen.
1965 wurde mit dem Grande Dixence das grösste Wasserkraftwerk der Schweiz, dessen 285 m hohe Gewichtsstaumauer die vierthöchste (2015) Staumauer der Welt ist, fertiggestellt. Das zweitgrösste folgte 1968 mit dem Linth-Limmern, das mit dem Projekt «Linthal 2015» ein unterirdisch angelegtes Pumpspeicherwerk erhält.
Die ersten Kernkraftwerke wurden von der Nordostschweizerischen Kraftwerke AG (NOK) 1969 mit Beznau 1 und 1971 mit Beznau 2 in Betrieb genommen, 1972 folgte Mühleberg, 1979 Gösgen und 1984 Leibstadt. Das geplante sechste Kernkraftwerk in Kaiseraugst scheiterte am Widerstand der regionalen Bevölkerung und von Umweltschutzkreisen.
In den 1980er Jahren gab es rund 1200 Elektrizitätswerke für die allgemeine Landesversorgung und 80 (11 % der Stromproduktion) für Industrie (Alusuisse, Lonza usw.) und Bahnen (SBB usw.). Im Jahr 2000 gab es in der Schweiz 250'000 km Mittel- und Niederspannungsnetz. 2007 wurden 53 % des Strombedarfs mit Wasserkraftwerken, 42 % mit Kernkraftwerken, 3 % mit konventionell-thermischen Kraftwerken und 2 % durch erneuerbare Energien erzeugt.
Die nationale Netzgesellschaft Swissgrid hat aufgrund des Stromversorgungsgesetzes das Netz im Zuge einer Kapitalerhöhung am 3. Januar 2013 von den 18 Elektrizitätsversorgungsunternehmen übernommen. Mit dem gleichzeitigen Eintrag ins Handelsregister wurde Swissgrid die neue Eigentümerin des Schweizer Übertragungsnetzes und ist damit alleine für den Betrieb, den Unterhalt und den Ausbau des Netzes verantwortlich.

## Strom in der Schweiz

Der "Strommix" der Schweiz im Jahr 2022

Anfangs der 1970er Jahre stammte fast 90 % der Stromproduktion aus der Wasserkraft. Mit der Inbetriebnahme der schweizerischen Kernkraftwerke nahm der Anteil bis 1985 auf 60 % ab und lag 2020 bei 58 %. Die Wasserkraft bleibt die wichtigste einheimische Quelle erneuerbarer Energie.
Die 677 Wasserkraftzentralen (Zentrale = mindestens 300 kW) produzieren jährlich (Stand 31. Dezember 2020) durchschnittlich 36,7 Terawattstunden Strom, zu 48,7 % in Laufwasserkraftwerken, 47 % in Speicherkraftwerken und 4,3 % in Pumpspeicherkraftwerken. 63 % des Stroms stammt aus den Bergkantonen Uri, Graubünden, Tessin und Wallis. Grosse Stromlieferanten sind auch die Kantone Aargau und Bern. Internationale Wasserkraftzentralen an Grenzgewässern produzieren rund 11 %. Der Umsatz der Wasserkraft beträgt über 1.8 Milliarden Franken (5 Rp/kWh ab Werk).
Mit der Energiestrategie 2050 des Bundes soll die Jahresproduktion aus Wasserkraft bis 2035 auf 37,4 Terawattstunden und bis 2050 auf 38,6 TWh gesteigert werden, indem bestehende erneuert und ausgebaut sowie neue Wasserkraftwerke erstellt werden. Das Massnahmenpaket für Wasserkraftwerke (Grosswasserkraft bis 10 MW) umfasst eine angepasste kostendeckende Einspeisevergütung für neue Werke sowie Investitionsbeiträge zur Erneuerung und Erweiterung bestehender.
In der Schweiz werden heute (2015) über 1'000 Kleinwasserkraftwerke mit einer installierten Leistung von rund 760 MW und einer Produktion von 3'400 GWh pro Jahr betrieben. Seit den 1990er Jahren werden Kleinwasserkraftwerke (bis 10 MW) mit den Aktionsprogrammen des Bundes zur Förderung erneuerbarer Energien wieder gefördert.
Seit 1990 werden alternative Energiequellen gefördert: An den Schallschluckwänden der Nationalstrasse A13 bei Chur wurde eine 100-kW-Photovoltaikanlage montiert. Auf dem Mont Crosin entstand in den 1990er Jahren ein erster Windpark, der ständig modernisiert wird. 1992 wurde auf einem 20'000 m² grossen Feld auf dem Mont Soleil das damals grösste photovoltaische Sonnenkraftwerk Europas zu Forschungs- und Demonstrationszwecken errichtet.
Zu den grössten der etwas über 600 Elektrizitätsversorgungsunternehmen in der Schweiz gehören Axpo, Alpiq, BKW und Repower.

### Gesetzliche Grundlagen
Die Energiepolitik wurde erstmals im Jahr 1990 in der schweizerischen Verfassung verankert. Artikel 89 der Bundesverfassung zur Energiepolitik legt fest: Bund und Kantone setzen sich im Rahmen ihrer Zuständigkeiten ein für eine ausreichende, breit gefächerte, sichere, wirtschaftliche und umweltverträgliche Energieversorgung sowie für einen sparsamen und rationellen Energieverbrauch. (…) Der Bund trägt in seiner Energiepolitik den Anstrengungen der Kantone und Gemeinden sowie der Wirtschaft Rechnung; er berücksichtigt die Verhältnisse in den einzelnen Landesgegenden und die wirtschaftliche Tragbarkeit. Artikel 102 der Bundesverfassung ist für den Bund verpflichtend: Der Bund stellt die Versorgung des Landes mit lebenswichtigen Gütern und Dienstleistungen sicher für den Fall machtpolitischer oder kriegerischer Bedrohungen sowie in schweren Mangellagen, denen die Wirtschaft nicht selbst zu begegnen vermag. Er trifft vorsorgliche Massnahmen.
Auf der Grundlage der Bundesverfassung haben 1990 alle Kantone eigene Energiegesetze und -vorschriften erlassen und der Bund setzte am 1. Januar 1999 Energiegesetz und -verordnung in Kraft.
In der Schweiz ist der Strommarkt teilweise liberalisiert. Rund 50'000 Bezüger mit einem Verbrauch von jährlich über 100 MWh dürfen ihre elektrische Energie auf dem freien Markt beschaffen. 2009 haben weniger als 100 davon Gebrauch gemacht. Ursprüngliches Ziel des Bundesrates war es, den Strommarkt im Gleichschritt mit der EU per 2003 vollständig zu liberalisieren. Das Volk lehnte diesen Schritt am 22. September 2002 mit der Volksabstimmung über das Elektrizitätsmarktgesetz (EMG) ab.
Der Bundesrat verhandelt mit der EU seit 2007 über ein Energieabkommen. Die EU will das Abkommen aber nur abschliessen, wenn die Schweiz sich bereit erklärt, mit der EU ein «institutionelles Rahmenabkommen» (horizontale «institutionelle Fragen») abzuschliessen, mit dem sie in Zukunft «dynamisch» (automatisch) EU-Recht übernehmen müsste.

## Die Schweiz als Stromdrehscheibe
Das europäische Verbundsystem funktioniert seit 1958 auf privatrechtlicher Basis, wobei sich die Elektrizitätsgesellschaft Laufenburg (EGL) als zentraler Handelsort europäischer Stromproduzenten entwickelte. Ziel des Stromaustausches war die Sicherstellung der Versorgung der beteiligten Länder mit gegenseitiger, vertraglich abgesicherter Unterstützung. Die Schweiz sicherte die im Winter gefährdete Stromversorgung mit Lieferverträgen für Strom aus französischen Kernkraftwerken. Mit der Zeit trat der Stromhandel in den Vordergrund und Laufenburg büsste seine führende Rolle als Handelsplatz teilweise ein.
Heute (2015) fliessen – insbesondere wegen der geografischen Lage und ihrer politischen Unabhängigkeit – rund 10 % des zwischen 34 Ländern Europas ausgetauschten Stromes durch die Schweiz. 2011 importierte die Schweiz 83 TWh und exportierte 81 TWh elektrischen Strom, während der Inlandverbrauch 59 TWh betrug. Aus dem Stromaussenhandel resultierte ein Einnahmenüberschuss von 1 Milliarde Franken.
Im Winter importiert die Schweiz in der Regel bis zu 40 % ihres Strombedarfs aus dem Ausland. Dafür, aber auch für den Stromexport, gibt es 41 grenzüberschreitende Leitungen. Im Zuge der Energiekrise ab 2021 veranlasste der Bundesrat den Bau von neuen Notkraftwerken, um vor allem im Winter nicht in eine Strommangellage zu geraten.
Der Stromhandel nähert sich dem Finanzmarkt an, wobei das gehandelte Stromvolumen rund 10 Mal höher ist, als der physikalisch vorhandene Strom. Branchenfremde Mitbewerber (Banken, Hedgefonds) drängen ins Stromgeschäft. Die Schweizer Stromhandelsunternehmen unterstehen mit ihrer Handelstätigkeit dem Börsen- und Effektenhandelsgesetz und der Kontrolle der Eidgenössischen Finanzmarktaufsicht (Finma).

## Internationale Anerkennung
2010 hat das Institute of Electrical and Electronics Engineers (IEEE) mit Sitz in New York den «Stern von Laufenburg» als «historischen Meilenstein in der Stromgeschichte» gewürdigt. Der vor über 50 Jahren erfolgte Zusammenschluss der Stromnetze zwischen Deutschland, Frankreich und der Schweiz habe die Geburtsstunde des europäischen Verbundnetzbetriebes eingeläutet und die Schaltanlage mit ihrer damaligen Technologie habe erste, weltweite Standards in der Hochspannungstechnik gesetzt.

## Historische Wasserkraftwerke

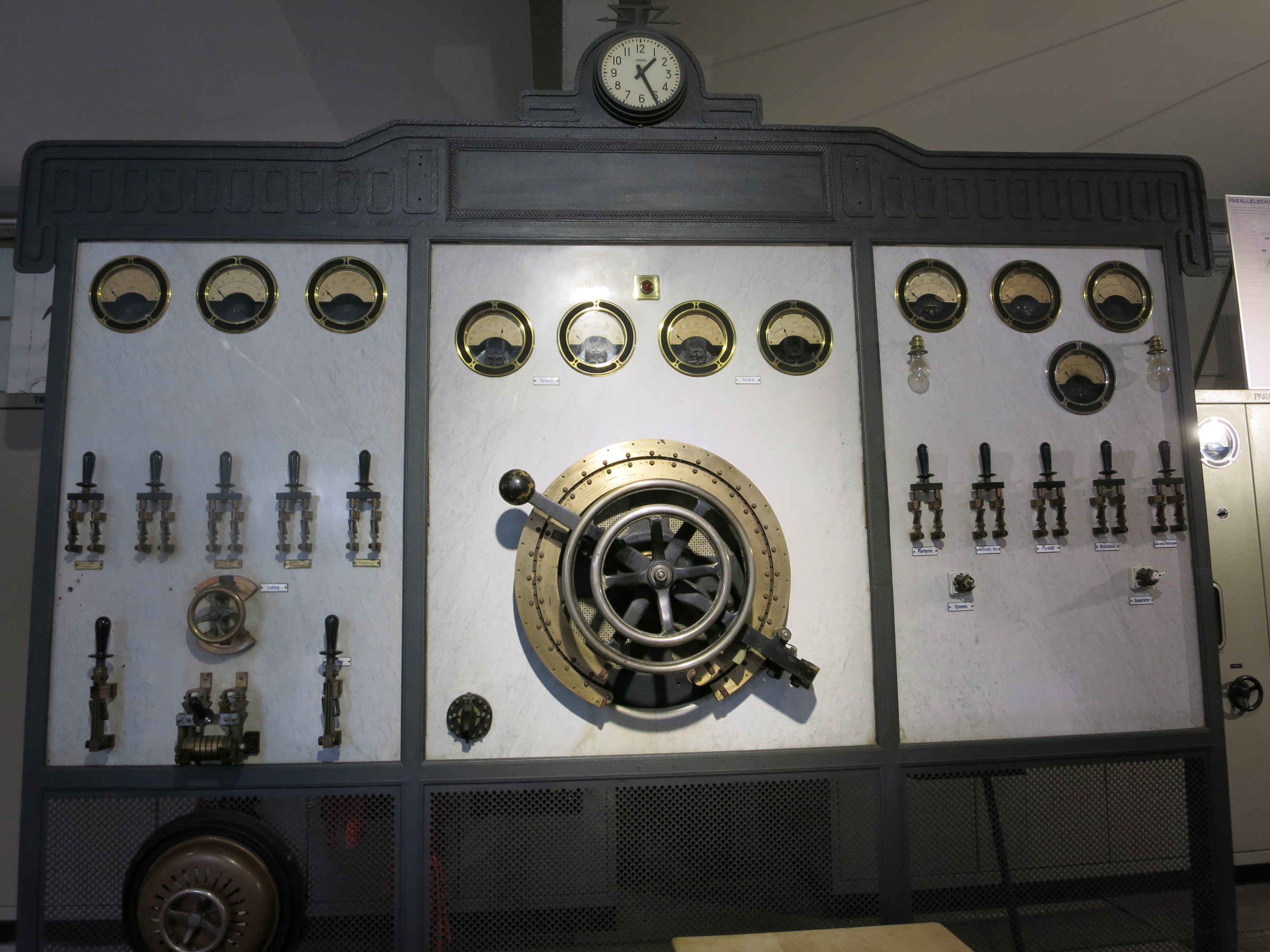
Kleinkraftwerk Ottenbach, Schaltwand von 1920

Die folgenden Museumskraftwerke und kleineren Kraftanlagen können gemäss jeweiliger Website besichtigt werden:
- Kleinkraftwerk Ottenbach
- Hydraulisches Ökomuseum Val de Travers, Saint-Sulpice
- Kraftwerk Höngg[21]
- Reusskraftwerk Bremgarten[22]
- Industriekulturpfad Limmat–Wasserschloss Kraftwerk Kappelerhof[23][24]
- Kleinwasserkraftwerk Gletsch[25]
- Museum Neuthal Textil- und Industriekultur: Industrieensemble mit alter Wasserkraftanlage, Bäretswil
- Kraftwerksmuseum im Kurpark Vulpera mit Originalteilen des ersten Kraftwerks von Vulpera aus dem Jahr 1894 (Brown, Boveri & Cie; Escher Wyss & Cie.)